# 紧急地震速报

紧急地震速报系统原理图

紧急地震速报（日語：緊急地震速報，缩写：EEW）是日本在探测到地震后发布的一种警报，以日本气象厅为中心进行发布。2004年开始试验运行，2007年10月1日正式开始为日本全国提供服务。
日本气象厅发布两种类型的速报：一种面向高级用户（称为“预报”，但并非地震预报），另一种面向大众（称为“警报”）。

## 类型

### 预报
紧急地震速报（预报），在法律上对应“地震動预报”，由气象厅或气象厅授权的“地震动预报业务许可业者”发布，内容包括地震发生时间、震源、预测最大震度、预测震度4以上的地区名、预测長周期地震動階級1以上的地区名及其震度和用户所在地预测震度及预测震动到达时间等。
在预测最大震度3以上、预测最大長周期地震動階級1以上、预测震级3.5以上，又或有观测点的加速度达到100gal时发布。
通常，在同一次事件（地震）中发布的速报会多次更新，第一次发布的预报（第1报）注重速度，此后发布的信息则会提高准确性。

### 警报
紧急地震速报（警报），在法律上对应“地震动警报”和“地震动特别警报”，根据《氣象業務法》规定只由气象厅发布，内容只有地震发生时间、震源和预测震度4以上及預測最大長周期地震動階級3以上的地区名。
在预测最大震度5弱以上或預測最大長周期地震動階級3以上时，對預測震度4以上或是長周期地震動階級3以上的地區发布警報。与预报不同，需要有2个及以上观测点观测到震动时才会发布。
續報則是在未發布警報的地區預測最大震度5弱以上或預測最大長周期地震動階級3以上時，對新的預測震度4以上或是長周期地震動階級3以上的地區发布。
虽然法律规定预测震度5弱及以上时发布地震动警报，预测震度6弱及以上时发布地震动特别警报，但实际发布时不会有区别。

## 集成粒子滤波法

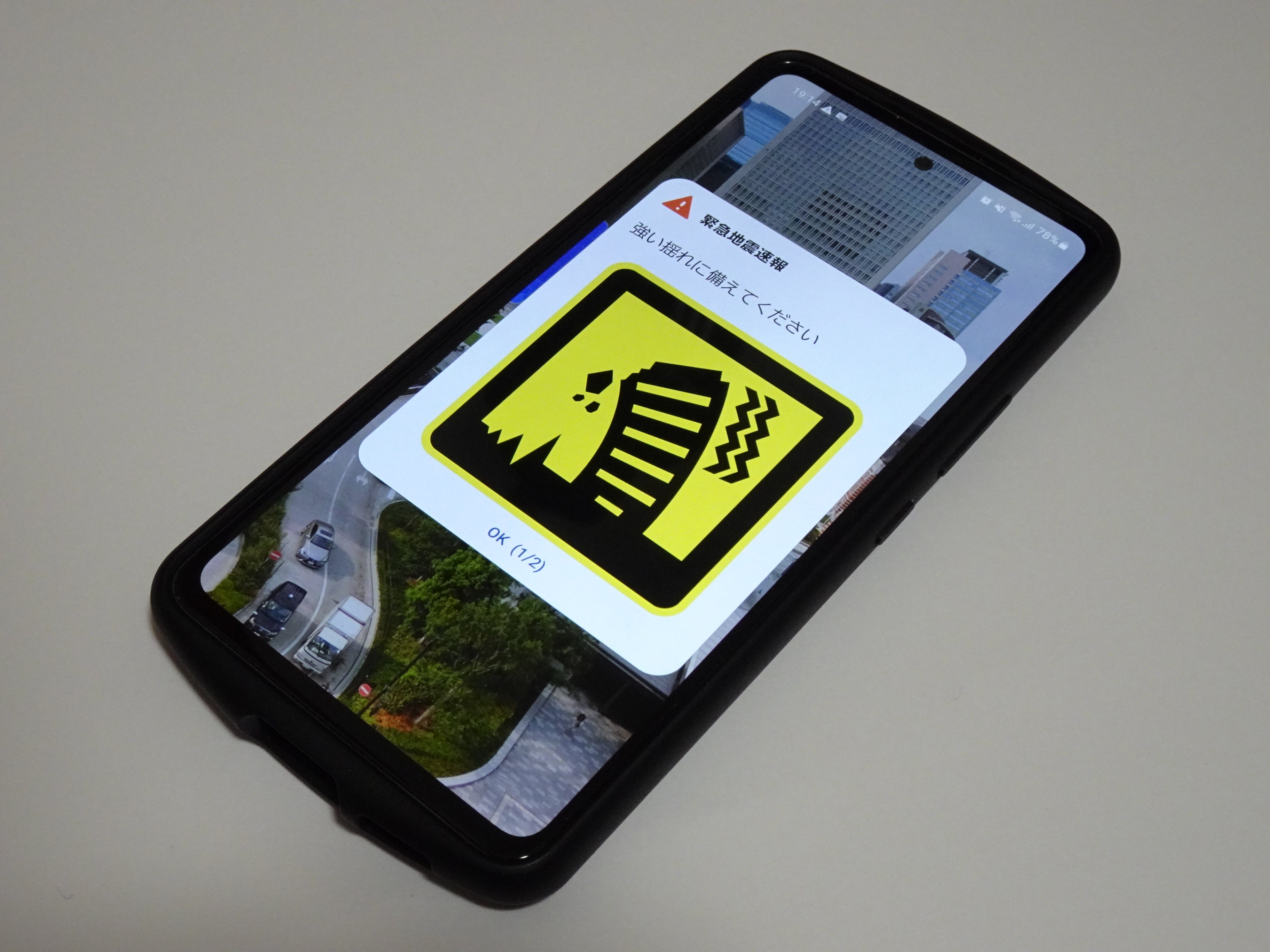
電話的SIM卡位子，通知地震警報。

集成粒子滤波法（英語：Integrated Particle Filter，简称IPF法），是指由京都大学防灾研究所和日本气象厅共同开发，于2016年12月开始被日本气象厅投入使用的用来改善同时发生多个地震的情况下发出紧急地震速报的精度问题的算法。

### 研发背景
由于在2011年日本东北地方太平洋近海地震和2016年熊本地震等强烈地震发生的情况下，由于余震活动频繁活跃，时不时就会出现多次地震几乎同时发生的情况。在2016年之前，由于紧急地震速报系统算法的不完善，加之强震后许多地震观测点和震度观测点都因停电、海啸等原因处于数据中断状态，在多次地震同时发生的情况下，紧急地震速报所预测的震级和烈度时常过大，造成了多次误报的情况。以2011年日本东北地方太平洋近海地震和2016年熊本地震为例，由于这种误报的频繁出现，使得这两个地震所处年份的误报数激增至60次和30次，与其他年份的年平均值11.5次要多出数倍。另外，2013年8月8日因三重县近海的海底地震仪将观测到的噪声当作地震的摇晃，紧急地震速报系统根据该数据判断出奈良县发生了7.8级的强烈地震，对奈良县和大阪府发布了最大震度为7的紧急地震速报。但实际上这次地震的规模仅为2.3级，没有观测到震度1或以上的震动。为提高紧急地震速报的精度，日本气象厅于2014年首次提出了IPF法的概念，并预计于2015年下半年开始试用，于2016年正式实行。除此之外，加之受到2016年8月因测站电源故障而产生的大误报的影响，IPF法最终于2016年12月14日开始正式实行。

### 算法
IPF法大致来说即把过去分别进行的震源预测算法整合到一起进行计算。日本气象厅表示，“即使观测点的数目很少，也可以同时处理很多信息，所以可以运用此方法在短时间内寻求震源元素，提高信息的可靠性”。以电视屏幕上的“特定人物的自动跟踪”为例，出现在电视屏幕上的特定人物如果暂时因障碍物隐藏，但粒子滤波法可根据该特定人物的特征（形状，颜色等）推测在屏幕中的移动，可以在短暂失去目标的情况下跟踪该特定人物。通过粒子滤波法进行震源测定，便可以将同时发生的几次地震分离开。
2018年3月22日起，为解决大地震的烈度预测过小的问题，日本气象厅开始实行了根据周边观测点观测到的实时烈度预测相关点的烈度的局部无阻尼运动传播法（即PLUM法），与IPF法结合使用。

### 运用
2017年4月20日，日本福岛县近海和茨城县北部同时发生了4.8级地震和1.4级地震，已实行IPF法的紧急地震速报系统成功将这两次地震分离开，被认为是一次成功的案例。然而，2017年8月14日，千叶县西北部发生4.5级地震，震源深度约102千米。一元法（2016年之前的算法）所算出的震源原本更贴近于实际数据，但IPF法却在地震发生30秒后将震源误算成距离实际震源约40千米的地方。虽然预测的烈度在IPF法移动震源之前和之后没有显示出很大的差异，但这次误算也暴露出IPF法在计算深源地震参数时的缺陷。即便如此，经2018年2月第8次紧急地震速报评价改善检讨会成员评定，IPF法对紧急地震速报的精度有着显著的提升。

## 局部无阻尼运动传播法
局部无阻尼运动传播法（全称：Propagation of Local Undamped Motion法，简称：PLUM法）是指由日本气象厅气象研究所研发，于2018年3月开始被日本气象厅启用的针对紧急地震速报的优化算法，实质上是波场的一种估计算法。该算法不通过震源参数进行测算，不对震源和震中进行定位，仅使用实时观测到的烈度对其他待测点的烈度进行测算。

## 提供方式

### 电视

NHK发布的紧急地震速报

《气象业务法》规定，一旦气象厅发布地震动警报，必须立即通知NHK，NHK也必须立即对警报进行放送。
NHK从2007年10月1日开始在电视、调频、调幅波段中发布紧急地震速报。在NHK电视频道中，速报会在提示音（钟声）发出时叠加在电视画面上，在此之后会播放NHK的播音员末田正雄的语音：“紧急地震速报，请小心强烈摇晃。”，随后NHK会插播地震相关消息。如果正在播放的节目是直播节目，则会暂时中断原有内容，由主持人提示观众应如何避险，以及“保险起见请注意海啸”等信息，若氣象廳發佈海嘯警報，则会进行紧急警报广播。另外，NHK的紧急地震速报提示音受到版权保护，任何单位和个人使用时需得到授权。
其他电视台也有类似的警报。部分电视台的紧急地震速报使用的是NHK的提示音。

### 移动电话网络
日本三大移动电话运营商NTT DoCoMo、au和Softbank自2007年起开始提供紧急地震速报业务。2007年之后，日本厂商必须在投向市场的3G移动电话支持这一功能；但由於此訊息速報功能為日本初創〔非藉由一般簡訊發送的方法，而是由細胞廣播（cell broadcasting）擴展而成的ETWS〕，因此初期海外厂商在日本銷售和漫遊的手機尚不支持，蘋果公司將日本所販售iPhone手機的iOS 5.0及以上作業系統加上紧急地震速报功能。近年大部分在日本經營運商發售的Android智能手機亦已內置此功能。其他智慧型手機亦可藉由安裝App的方式增加此功能。此服务免费并默认在新移动电话中开启，無法被使用者關閉。且為避免造成混淆，警報的提醒聲為固定且不允許使用者自行修改。

### 有线电视

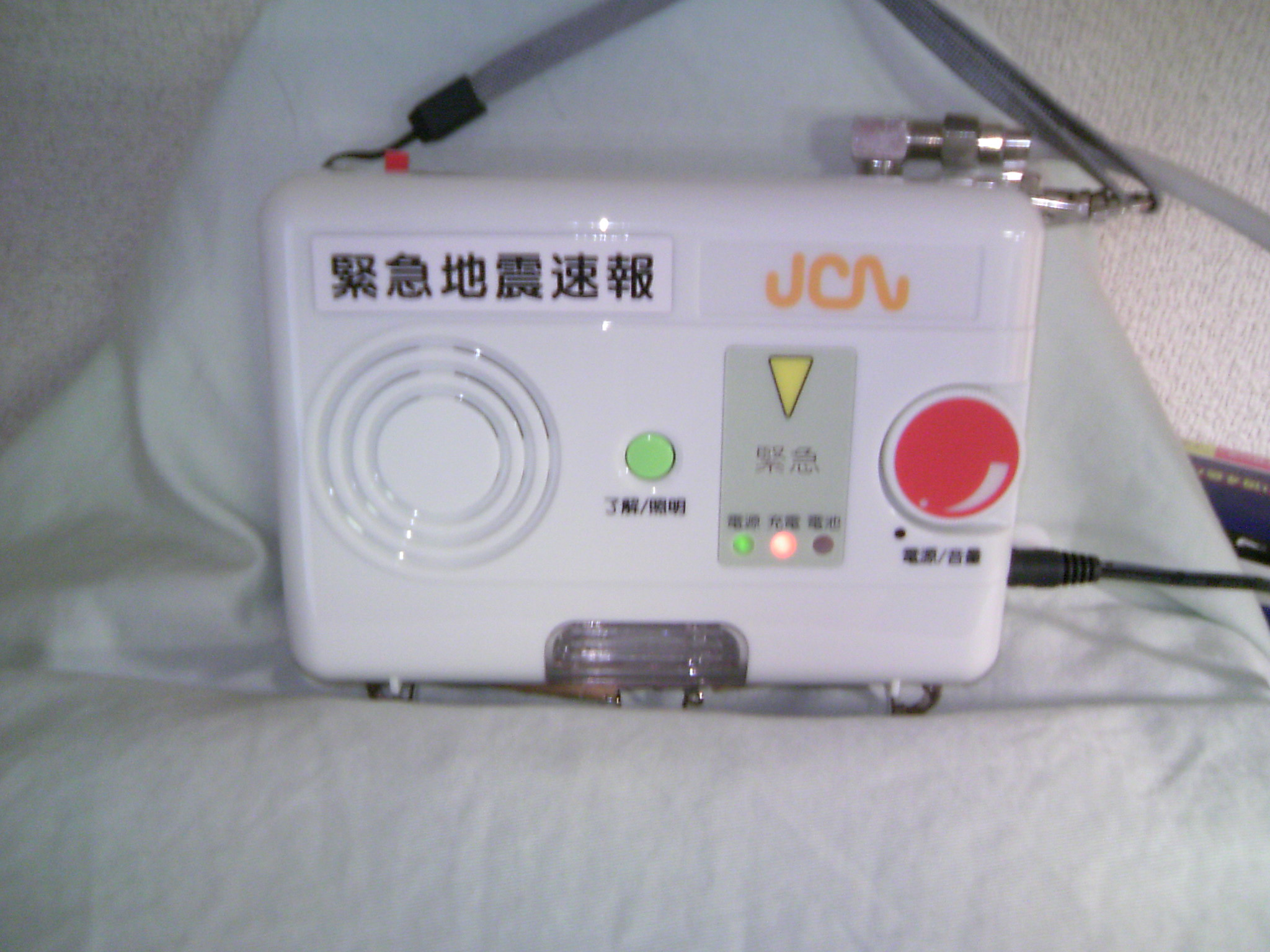
JCN出租的EEW接收器

日本的有线电视台提供价格合理的EEW服务。比如，日本有线电视（JCN）向外出租可接收面向高级用户的EEW的接收器，其能告知用户地震的震度和预计到达时间。一些有线电视台也在FM广播上播发EEW，并免费提供设备给地方公共团体。

## 出现的问题与改善

### 误报
日本气象厅没有给出紧急地震速报“误报”的明确定义，现在也已不再使用“误报”这一名称（仅在2009年8月25日发布的紧急地震速报的有关资料中使用过）。目前，日本气象厅把紧急地震速报出现失误的情况分成两种：发布了紧急地震速报（警报）但观测最大震度不足4的情况（日語：空振り，原意为“揮棒落空”），和没有发布紧急地震速报（警报），观测最大震度却达到5弱或以上的情况（日語：見逃し，原意为“沒有出棒”）。
自2007年10月紧急地震速报（警报）开始提供以来，共出现了2次在没有观测到震动的情况下发出警报的情况。
- 2009年8月25日，千叶县东方近海发生地震，虽然发布了紧急地震速报（警报），但实际没有观测到摇晃。事后查明发出警报的原因是设置千叶县南房总市“千叶三芳”地震计的业者在更新软件时出现失误，使得实际观测到震动的约20倍强的震动数据被传回气象厅，使得误报被发布。误报导致了很大的混乱。最终气象厅地震火山部部长和地震火山部管理课长受到“文书严重注意”处分，业者受到“指名停止1个月”处分。[12]
- 2013年8月8日，气象厅发布“奈良县发生7.8级地震”的紧急地震速报（警报），但实际上没有观测到摇晃。原因是在三重县近海设置的海底地震计观测到噪音的同时，和歌山县北部恰好发生了2.3级地震，于是发布了警报。误报导致新干线一时停止运行，事后气象厅进行了道歉。[13]

### 不适当的速报
2011年东北地方太平洋近海地震发生后，许多地震观测点和震度观测点都因停电、海啸等原因，处于数据中断状态，导致紧急地震速报的发布受到影响，又加上大地震后余震和诱发地震频发，常常会有在不同地域几乎同时发生两个甚至数个地震的情况，而紧急地震速报系统会把它们看作同一个大地震进行处理，所以经常出现发布紧急地震速报（警报），但最大震度没有达到5弱的情况。2016年熊本地震期间，也发生过类似的情况。

### 改善
吸取东日本大震灾、熊本地震等带来的经验教训后，日本气象厅开始着手对紧急地震速报系统进行改善。目前主要的改进措施如下：
- IPF法：全称为集成粒子滤波法（英語：Integrated Particle Filter），用来改善同时发生多个地震的情况下发出紧急地震速报的精度问题，已于2016年12月投入使用。[15]
- PLUM法：全称为局部无阻尼运动传播法，使用各观测点的实时震度数据来对其附近地区的预测震度进行更新，用于提高紧急地震速报的震度预测精度，于2018年3月22日开始使用。[16][17]
- 利用防灾科学技术研究所管理的“S-net”（日本海沟海底地震海啸观测网），对于发生在日本太平洋近海的地震，有望最多提前30秒发出紧急地震速报。[18]